# Otto Kemptner

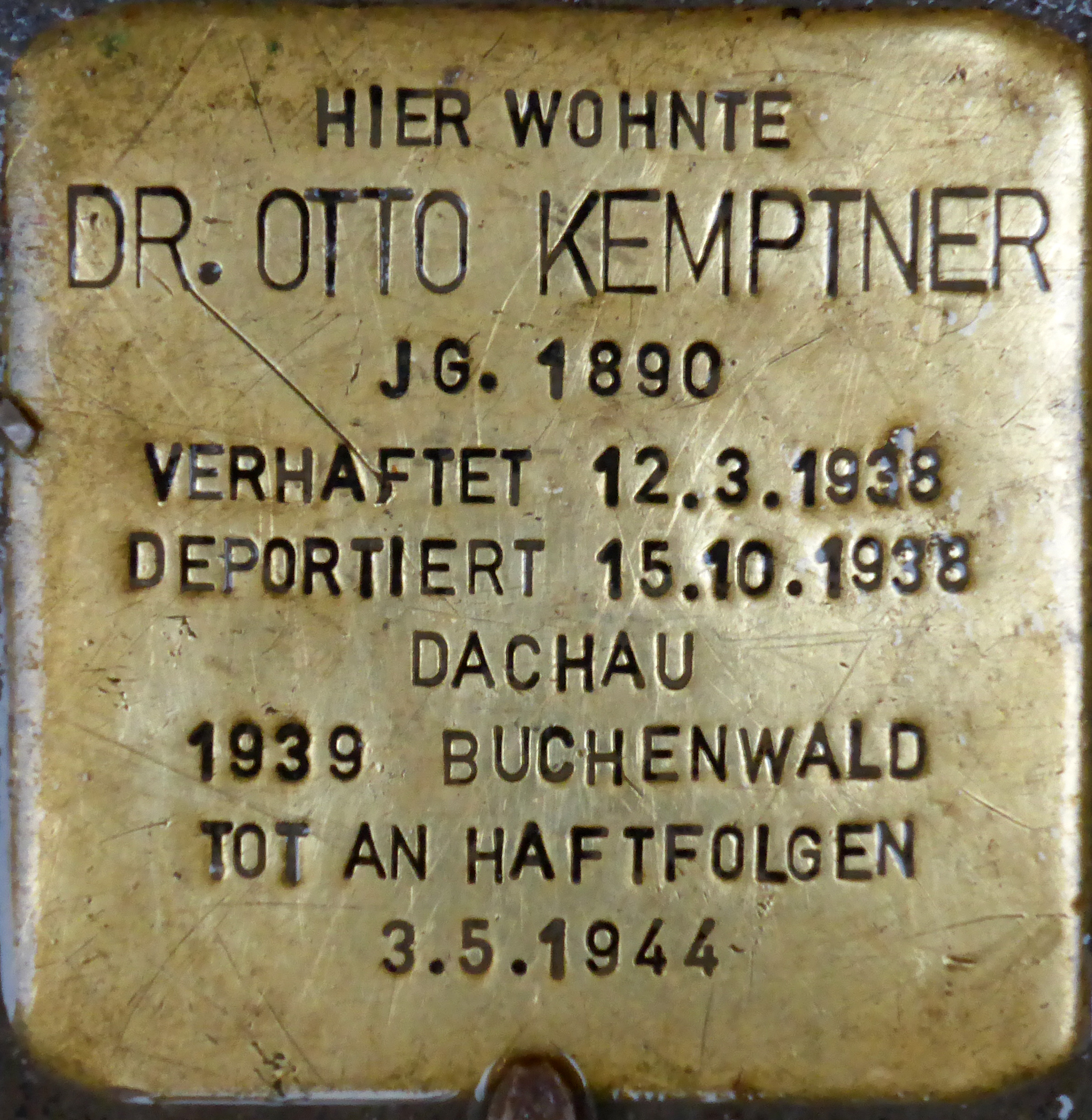
Stolperstein, Salzburg, Getreidegasse 11

Otto Kemptner (* 19. August 1890 in Hainfeld in Niederösterreich; † 3. Mai 1944 in Stift Sankt Florian) war ein österreichischer Funktionär und Augustiner-Chorherr.

## Leben
Otto Kemptner war Sohn eines Lokomotivführers. Seine Familie zog 1894 nach Wien, wo er 1908 maturierte. Er war Mitglied der KaV Norica Wien, Mitgründer der katholischen Studentenverbindung KÖHV Franco-Bavaria Wien, sowie Gründer der katholischen Mittelschulverbindung K.Ö.St.V Bavaria Wien. Er schloss ein Philologiestudium mit der Lehramtsprüfung ab.
Im Ersten Weltkrieg diente er als Einjährig-Freiwilliger und war einer der ersten Offiziere der k.u.k Armee, die einen Kurs für Flugabwehrkanonen absolvierte. 1920 wechselte er von der Volkswehr in den Finanzdienst und begann gleichzeitig ein Doppelstudium der Rechts- und Staatswissenschaften, die er beide mit Doktorgraden abschloss.
Otto Kemptner war erster Sekretär des Kanzlers Engelbert Dollfuß, den er bereits aus Verbindungstagen kannte (er war Leibbursch von Dollfuß). Er wurde 1933 von Engelbert Dollfuß mit dem Aufbau der Vaterländischen Front beauftragt, die schließlich am 20. Mai 1933 gegründet wurde. Von 12. August 1933 bis 19. Februar 1934 war er auch Geschäftsführer der Vaterländischen Front. Von 1. Dezember 1934 bis 1938 war er Präsident der Finanzlandesdirektion in Salzburg.
Kemptner wurde nach dem „Anschluss“ Österreichs als Führungsmitglied der Vaterländischen Front von der Gestapo verhaftet und sechs Monate lang in der Polizeikaserne in Salzburg interniert. Im Oktober 1938 wurde er in das Konzentrationslager Dachau eingewiesen, wo er monatelang in Bunkerhaft verbrachte. Später wurde er in das KZ Buchenwald verlegt, wo er einer Strafkompanie zugewiesen wurde. Im Oktober 1939 wurde er aus der KZ-Haft entlassen.
Aufgrund seiner Erlebnisse trat er 1941 der Ordensgemeinschaft der Augustiner-Chorherren im Stift Sankt Florian ein, verstarb aber kurz vor seiner Priesterweihe.

## Schriften
- Wer trägt die Schuld?, Vaterländische Front, Wien 1934.